# Avenida de Filipinas
La avenida de Filipinas es una vía pública del distrito de Chamberí de Madrid. Comienza en la intersección entre las calles Guzmán el Bueno y Cea Bermúdez y termina en la plaza de Juan Zorrilla. 

## Nombre
Como puede apreciarse en plano de Facundo Cañada de 1900, el primer tramo que se abrió fue el comprendido entre la calle de Vallehermoso y la plaza de Juan Zorrilla y recibió el nombre de Lozoya, porque estaba situada en un lateral del tercer depósito del Canal de Isabel II, denominado en un principio Canal de Lozoya por ser este río el que surtía el canal. Cuando en los años cincuenta del siglo XX se abrió y urbanizó el resto de la calle, se llamó Islas Filipinas en recuerdo de las islas del Pacífico descubiertas por Magallanes en 1522 y que se llamaron Filipinas en honor del príncipe Felipe, futuro Felipe II. Aunque desde 1977 se denomina avenida de Filipinas, popularmente sigue siendo conocida por Islas Filipinas.